# Sunarto
Sunarto (sinh ra ở Malang, East Java, 18 tháng 5 năm, 1990) là một cầu thủ bóng đá người Indonesia hiện tại thi đấu cho Persis Solo ở Liga 2 ở vị trí tiền đạo. Anh từng ghi 1 bàn cho U-23 Indonesia ở Đại hội Thể thao Đoàn kết Hồi giáo 2013 trước Palestine ngày 23 tháng 9 năm 2013, từ chấm phạt đền.

## Bàn thắng quốc tế
Sunarto: Bàn thắng U-23 quốc tế
| Bàn thắng | Thời gian           | Địa điểm                                            | Đối thủ        | Tỉ số | Kết quả | Giải đấu |
| --------- | ------------------- | --------------------------------------------------- | -------------- | ----- | ------- | -------- |
| 1         | 25 tháng 9 năm 2013 | Sân vận động Gelora Sriwijaya, Palembang, Indonesia | U-23 Palestine | 1–1   | 1–2     | 2013 ISG |

## Danh hiệu

### Danh hiệu câu lạc bộ
Arema Indonesia
- Indonesia Super League (1): 2009–10

### Danh hiệu quốc gia
U-23 Indonesia
- Huy chương Bạc Đại hội Thể thao Đoàn kết Hồi giáo (1): 2013